# Liste des conjointes des souverains d'Haïti
Cet article liste les souveraines consorts d'Haïti.

## Liste des reines et impératrices d'Haïti (1804–1870)
| Portrait | Nom                                            | Règne                              | Conjoint    | Notes |
| -------- | ---------------------------------------------- | ---------------------------------- | ----------- | --- |
|          | Marie-Claire Bonheur (1758 – 1858) impératrice | 2 septembre 1804 - 17 octobre 1806 | Jacques Ier | Fille de Guillaume Bonheur et de Marie-Sainte Lobelot. Impératrice d'Haïti, en tant qu'épouse de Jean-Jacques Dessalines, empereur d'Haïti sous le nom de Jacques Ier. Mère de Jacques Dessalines dit Jacques le Bien-Aimé.    |
|          | Marie-Louise Coidavid (1778 – 1851) reine      | 28 mars 1811 - 8 octobre 1820      | Henri Ier   | Fille de Charles Melgrin Coidavid, de la riche lignée Coidavid. Épouse, en 1793, Henri Christophe, alors général ; devient reine le 28 mars 1811 quand celui-ci devient roi d'Haïti sous le nom de Henri Ier. Mère d'Henri II. |
|          | Adélina Lévêque (1795 – 1870) impératrice      | 25 août 1849 - 15 janvier 1859     | Faustin Ier | Fille de Marie-Michel Lévêque. En couple depuis de nombreuses années avec Faustin Soulouque, elle l'épouse seulement en 1849 quand celui-ci devient empereur sous le nom de Faustin Ier. Mère de Olive Soulouque.              |
|          | Wilmina Delacourse (1831 – 1909) impératrice   | 8 octobre 1868 - 10 janvier 1870   | Sylvain Ier | Fille de Jacques Delacrouse. Épouse en 1853, Sylvain Salnave, alors général haïtien ; devient impératrice lorsque son époux s'auto-proclame empereur sous le nom de Sylvain Ier et établit une dictature militaire.            |